# 52 헤르츠 고래

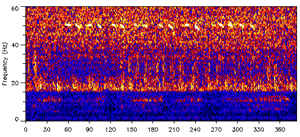
52 헤르츠 신호의 주파수 스펙트럼 모습.

52 헤르츠 고래(52-hertz whale), 52 Hz 고래, 속칭 52 블루(52 Blue)는 52 Hz의 주파수를 가진 매우 특이한 주파수로 울음소리를 내는 미확인된 종의 고래로 추정되는 무언가이다. 이 소리는 52 헤르츠 고래의 것과 가장 유사한 이동 패턴을 가진 다른 고래 종의 울음소리 주파수인 대왕고래의 10-39 Hz나 큰고래의 20 Hz보다 훨씬 높은 주파수의 소리이다. 이 소리는 1980년대 후반부터 여러 지역에서 정기적으로 관측되었으며, 52 Hz로 우는 유일한 고래로 보인다. 하지만 52 헤르츠 고래를 실제로 목격한 적은 없었으며 울음소리를 수중청음기(Hydrophone)로만 들은 사례가 전부이다. 52 헤르츠 고래는 "세계에서 가장 외로운 고래"라고 불리기도 하지만 두 번째 52 헤르츠 고래에 대한 기록도 남아 있어 동시에 여러 지역에서 52 Hz 신호를 들은 사례도 있으며, 2010년 이후부터 산발적으로 여러 차례 비슷한 보고가 들어오고 있다.

## 신호 특성
소닉 신호(sonic signature)는 주파수가 독특하더라도 보통 고래가 내는 울음소리 신호의 특성을 가지고 있다. 52 Hz의 경우 콘트라베이스가 낼 수 있는 음보다 약간 높은 주파수의 음이다. 울음소리의 패턴은 대왕고래도, 큰고래와도 일치하지 않으며 빈도도 훨씬 더 높고 짧은 주기로 더 자주 울음소리를 내고 있다. 대왕고래는 보통 10-39 Hz의 울음소리를 내며, 큰고래는 보통 20 Hz의 울음소리를 낸다. 52 Hz의 울음소리는 반복 패턴, 지속 시간, 주기 등은 매우 다양하지만 그 빈도와 특징적인 음색 때문에 쉽게 판별할 수 있다. 1992년 이후 고래의 울음소리는 약 50 Hz로 더 낮아졌으며 이는 고래가 성장했거나 성숙해져 그런 것으로 보인다.
52 헤르츠 고래의 이동 경로는 다른 알려진 고래 종의 존재나 이동과는 전혀 연관성이 없다. 이 고래의 움직임은 대왕고래와 약간 비슷했지만 움직이는 시기는 큰고래의 움직임과 더 비슷하다. 매년 8월에서 12월 사이에는 태평양에서 발견되며, 1월에서 2월 사이가 되면 수중청음기가 감청할 수 있는 범위에 벗어난다. 북쪽으로는 알류샨 열도와 코디액 군도까지, 남쪽으로는 캘리포니아주 해안까지 이동하며 매일 평균 30-70 km를 헤엄친다. 계절별 일주 최고/최저 기록으로는 최저 708 km에서 2002-2003년 사이 최장 거리 11,062 km를 기록했기도 하다.
우즈 홀 해양학 연구소의 과학자들은 고래의 종이 무슨 종인지 특정할 수 없다고 말했다. 과학자들은 52 헤르츠 고래가 선천성 장애를 가졌거나 대왕고래의 잡종인 것으로 추정하고 있다. 연구팀은 고래가 청각 장애가 있을 것이라고 생각하는 청각 장애인과도 자주 연락받는다고 밝혔다.
어떠한 생물학적 원인으로 이렇게 되었든, 연구자들은 비정상적으로 높은 고래의 울음소리가 생존에 해를 주진 않는다고 판단하고 있다. 고래가 여전히 살아서 소리를 내고 있고, 주파수도 약간 낮아져서 성숙함을 보여주는 것은 고래가 건강할 것이다는 간접적인 증거이다. 그럼에도 불구하고 독특한 울음소리가 전 세계 어디에서 유일하게 한 종류로만 발생하며, 한철에 하나의 소리원에서만 이 52 헤르츠의 울음소리가 들린다. 이 때문에 52 헤르츠 고래는 "세계에서 가장 외로운 고래"라고 불린다.
2010년 수중청음기에서 들린 소리에 따르면 52 Hz의 울음소리를 내는 고래가 한 마리가 아닌, 여러 마리가 있을 수 있다는 가정을 보이고 있다.

## 역사

52 헤르츠 고래가 이동하는 곳으로 예상되는 범위의 지역을 그린 지도.

52 헤르츠 고래는 우즈 홀 해양학 연구소의 연구자들이 처음으로 찾아냈다. 1989년 처음으로 52 헤르츠의 소리를 발견했고, 1990년과 1991년 이 소리를 다시 잡아내는 데 성공했다. 1992년 냉전이 끝나면서 미국 해군은 SOSUS 대잠수정 수중청음기 체계의 기록과 기술적 사양을 부분적으로 기밀 해제하였으며, 해양학 연구에 SOSUS를 사용할 수 있게 허가하였다. 2014년 이후부터는 52 헤르츠의 소리가 매년 감지되고 있다.

## 문화

### 음악
대한민국의 보이 그룹 방탄소년단의 2015년 앨범인 《화양연화 pt.2》에 수록된 곡 중 하나인 〈Whalien 52〉의 제목은 청소년이 자주 느끼는 타인과의 소외감을 은유하는 "52 헤르츠 고래"에서 따 왔다.

## 같이 보기
- 확인되지 않은 소리 목록
- 유명한 고래 목록

## 참고 자료
- Watkins, William A.; Daher, Mary Ann; Reppucci, Gina M.; George, Joseph E.; Martin, Darel L.; DiMarzio, Nancy A.; Gannon, Damon P. (2000). “Seasonality and distribution of whale calls in the North Pacific” (PDF). 《Oceanography》 13 (1): 62–67. doi:10.5670/oceanog.2000.54. 2019년 4월 29일에 원본 문서 (PDF)에서 보존된 문서. 2020년 2월 18일에 확인함.